# Pave Anastasius 2.
Pave Anastasius 2. var pave fra 24. november 496 til 19. november 498.
Anastasius 2. var pave i en tid, hvor der var et stort skisma mellem den vestlige og østlige katolske kirke, efter at hans forgænger, Gelasius 1., havde ekskommunikeret patriarken Acacius af Konstantinopel for monofysitisme. Paven tenderede mod forsoning og havde indledt forbindelse med en af Acacius' støtter, ærkebiskop Andreas af Thessalonien, hvilket bragte ham i et stærkt modsætningsforhold til kirkelige kredse i Rom, der anså det som et forræderi. Forklaringen er muligvis, at romerne ikke vidste, at ærkebiskoppen havde taget afstand fra Acacius og gik ind for katolsk enhed. 
Paven døde pludseligt, mens striden var på sit højeste, hvilket af hans modstandere blev anset for en guddommelig indgriben, og han kritiseredes af udgiveren af Liber Pontificalis. Også hans efterfølgere delte dette syn på ham, så hans eftermæle forblev dårligt. Denne tradition medførte senere, at Dante placerede Anastasius 2. i Helvede. Moderne historikere, som f.eks. Richard P. McBrien har dog ændret opfattelse af denne pave og anser det traditionelle syn på ham for at være uretfærdigt.
I hvert fald er Anastasius 2. den anden pave siden Peter, som ikke er blevet helgenkåret (den første var Liberius 1.)